# Francisco Roa de la Vega
Francisco Roa de la Vega (Lerma, 24 de enero de 1883-León, 2 de junio de 1958) fue un político conservador español, alcalde de León durante la dictadura de Primo de Rivera y diputado a Cortes durante la Segunda República.

## Biografía
Nacido en la localidad burgalesa de Lerma el 24 de enero de 1883, desempeñó entre 1925 y 1929 el cargo de alcalde de la ciudad de León, nombrado por el delegado del Gobierno, durante la dictadura de Primo de Rivera, además de presidente de la Junta Local de Unión Patriótica (1927). En 1927, los alcaldes de León, Francisco Roa de la Vega, y de Burgos, Ricardo de Amézaga, fueron invitados por la Casa de León y Castilla. Desde 1927 hasta 1930 fue miembro de la Asamblea Nacional Consultiva de la dictadura.
Durante la Segunda República fue elegido diputado a Cortes por la circunscripción de León en las elecciones generales de 1933 y en las elecciones generales de 1936.
Falleció repentinamente en la madrugada del 2 de junio de 1958. A su muerte el poeta leones, Francisco Pérez Herrero, escribió el siguiente soneto:

¡REMEMBER!
Para acabar con el orgullo humano
hay una eternidad: la del olvido;
y en cada rama del recuerdo un nido
de quien fue tan sencillo y tan humano.
La pluma enjaezada entre su mano
justicia y verso hasta su muerte ha sido.
el tiempo ciego en su voraz latido
jamás podrá apagar su antorcha en vano.
de la vid de su amor, su leonesismo
armole caballero en su civismo,
poeta y hombre fue su ejecutoria.
como fue en los sucesos de su vida
al llevarle la muerte, la convida
a beber en el cáliz de su gloria…
Una calle de la ciudad de León lleva su nombre.

## Militancia política y pensamiento
En la II legislatura de las Cortes republicanas se adscribió a la fracción agraria dentro de la CEDA, y en la III legislatura como perteneciente a la minoría de Renovación Española. Se denominaba leonesista, y consideraba que el leonesismo que propagaba tenía el fin principal de frenar a la izquierda emergente. Él, como Berrueta, Eguiagaray y otros, formó parte del Grupo de Tradiciones Leonesas durante los años treinta; grupo que estaba ligado a Acción Femenina Leonesa y Acción Agraria Leonesa, del entorno programático político de José María Gil Robles. 
Ejerció de propagandista católico.

## Obras
- Soneto (	Historia documentada de Guzmán el Bueno) (1927)
- Discurso y conferencia pronunciados por D. Francisco Roa de la Vega y D. Mariano Domínguez Berrueta en la exposición del pintor Demetrio Monteserin en el Palacio de los Guzmanes de León (1945)